# Alexander Roslin
Alexander Roslin (Malmö, 15 de julho de 1718 - Paris, 5 de julho de 1793) foi um pintor de retratos sueco que trabalhou na Scania, Bayreuth, Paris, Itália, Varsóvia e São Petersburgo, principalmente para membros de famílias aristocráticas. Ele combinou um retrato psicológico perspicaz com uma representação habilidosa de tecidos e joias.
Seu estilo combinava tendências Classicistas com as cores brilhantes e cintilantes do Rococó, um estilo jocoso, elegante e ornamentado. Ele viveu na França de 1752 a 1793, período que abrangeu a maior parte de sua carreira.

## Trabalhos

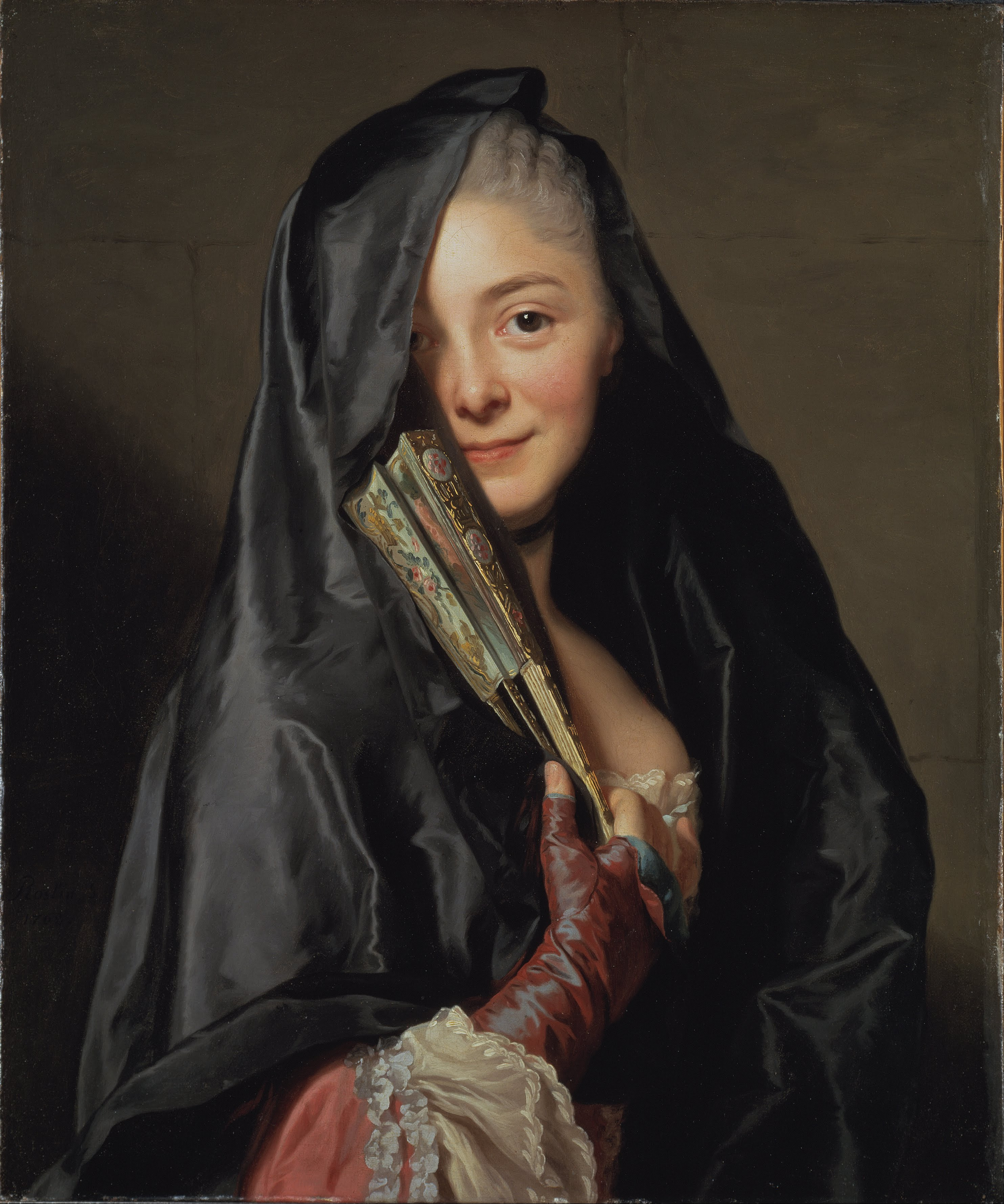
A Dama do Véu (Esposa do Artista), 1768, vestida "à la Bolognaise"

Estilisticamente, suas pinturas são classicistas em alguns aspectos, mas principalmente rococó. A grande maioria mostra membros da nobreza europeia e dos principais círculos políticos e culturais. Roslin teve um enorme sucesso entre os membros da alta sociedade francesa, tornando-se um dos artistas mais ricos da época na França.
Ele pintou vários retratos de estadistas imperiais russos, incluindo imagens de Ivan Betskoi e sua irmã Anastasia Ivanovna, e de Ivan Shuvalov. Ele também pintou alguns retratos notáveis de senhoras aristocráticas polonesas e francesas. Ele assinou suas obras Roslin Suédois. Como membro da Académie royale de peinture et de sculpture, Roslin expôs suas pinturas no Salon de Paris, a exposição oficial do trabalho dos membros. Fundado em 1725, o Salon tornou-se, entre 1748 e 1890, o maior evento bianual de arte do mundo ocidental. A partir de 1753 Roslin expôs 18 vezes no Salon.
A popularidade de Roslin com o público estrangeiro e sueco durante sua vida é indiscutível. Ele foi um dos principais pintores de retratos de seu tempo, amplamente conhecido por sua habilidade magistral de reproduzir as roupas da moda de seus modelos com suas sedas, rendas, pérolas e filamentos de ouro. A habilidade de Roslin em capturar a personalidade das pessoas que ele retratou o tornou popular entre seus clientes e nos permite, ainda hoje, algumas centenas de anos depois, ainda nos sentirmos próximos das pessoas que ele pintou. Ele lisonjeou e embelezou seus súditos de acordo com o ideal rococó. O retrato de Anne Vallayer-Coster de Roslin é particularmente elogiado e se tornou muito debatido após o Salon. No Le Véridique au Salon, publicado em 1783, foi descrito como um que "pertenceu aos melhores do artista". A imagem foi comparada ao celebrado autorretrato da artista contemporânea Elisabeth Vigée-Lebrun. Roslin descreveu seu modelo em uma escala de cores frias; em verde, branco e azul, com os atributos do artista de paleta e pincéis, uma forma comum de os artistas se representarem. Por causa disso, a pintura de Roslin às vezes era mal interpretada pelos historiadores da arte como um autorretrato de Vallayer-Coster.

## Galeria

Pinturas
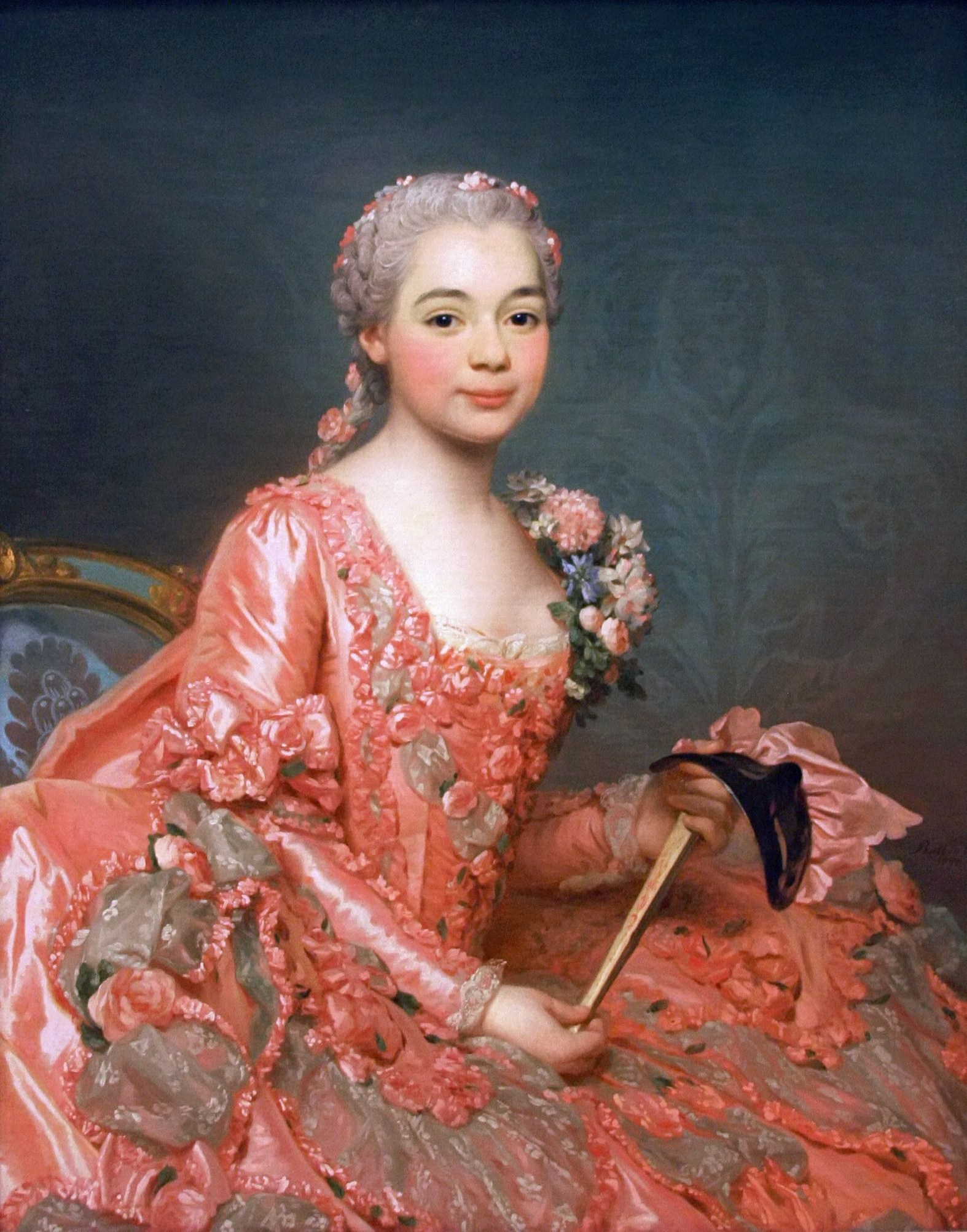
Baronesa de Neubourg-Cromière (1756)
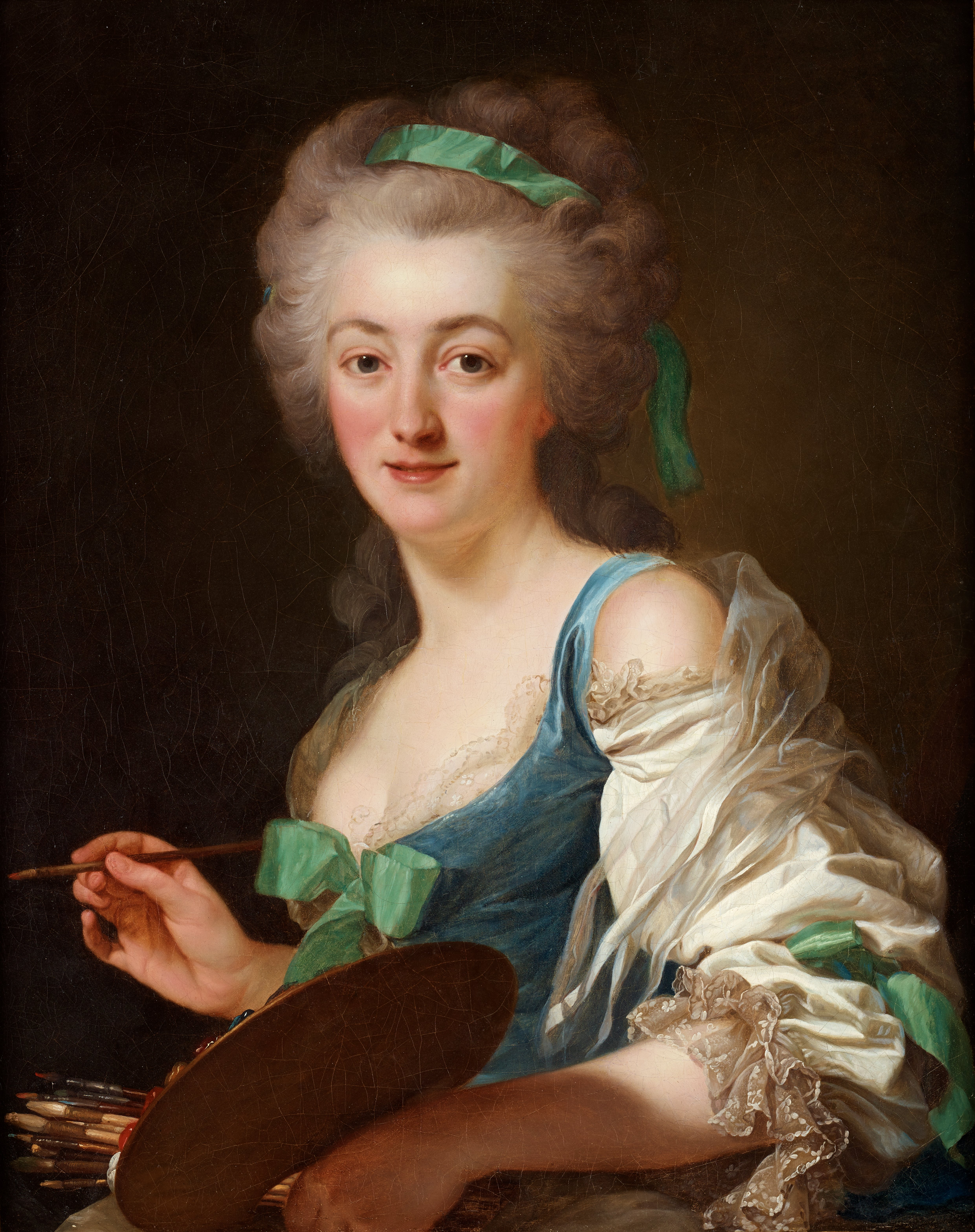
Anne Vallayer-Coster, pintora francesa, 1783
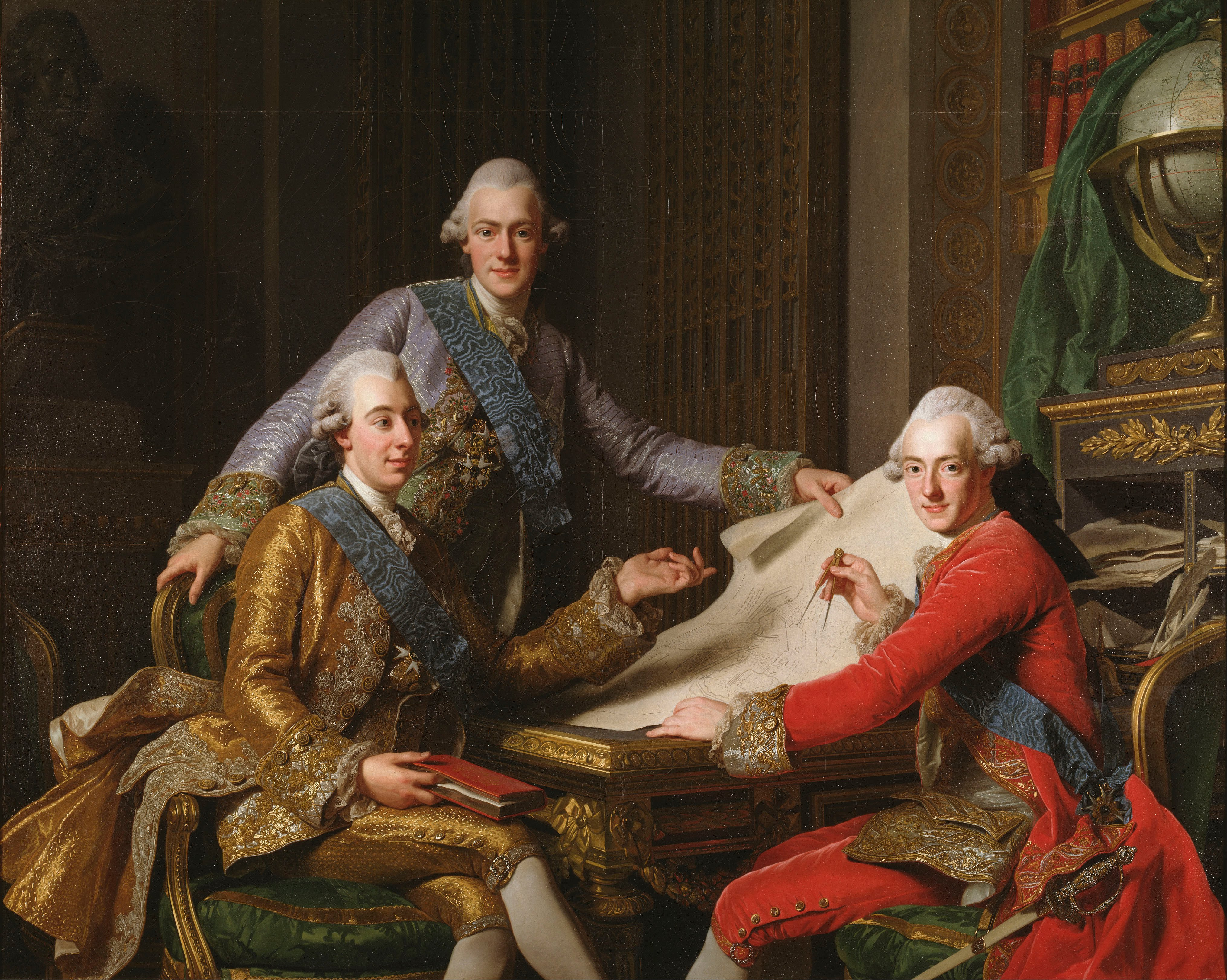
Rei Gustavo III da Suécia e seus irmãos (1771)
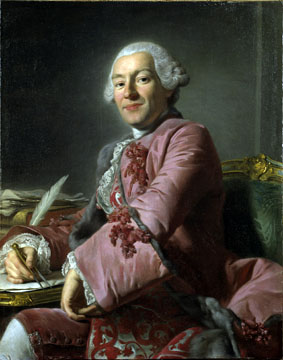
Carl Fredrik Adelcrantz, arquiteto sueco (1754)
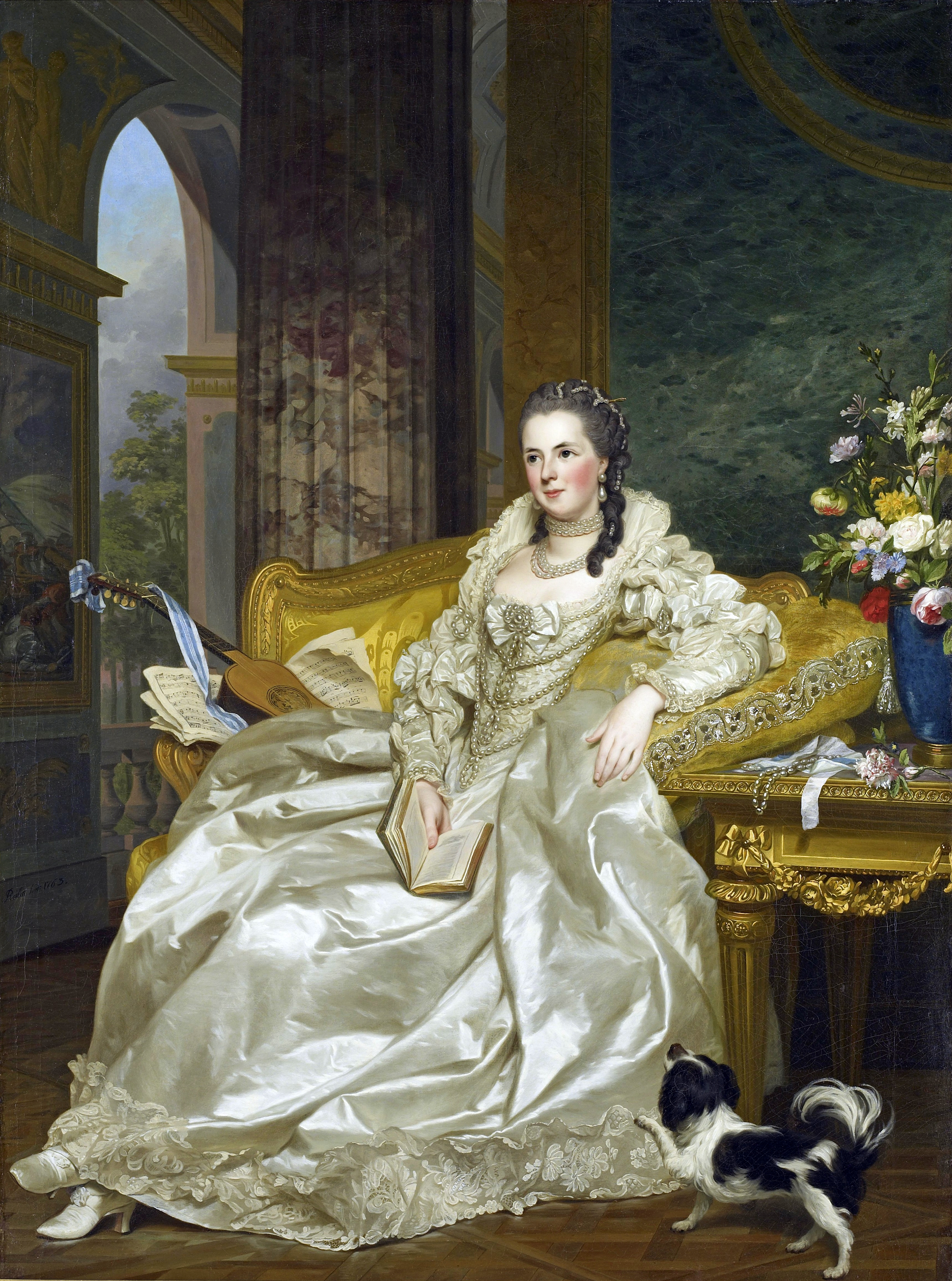
Jeanne Sophie de Vignerot du Plessis, condessa de Egmont Pignatelli (1763)
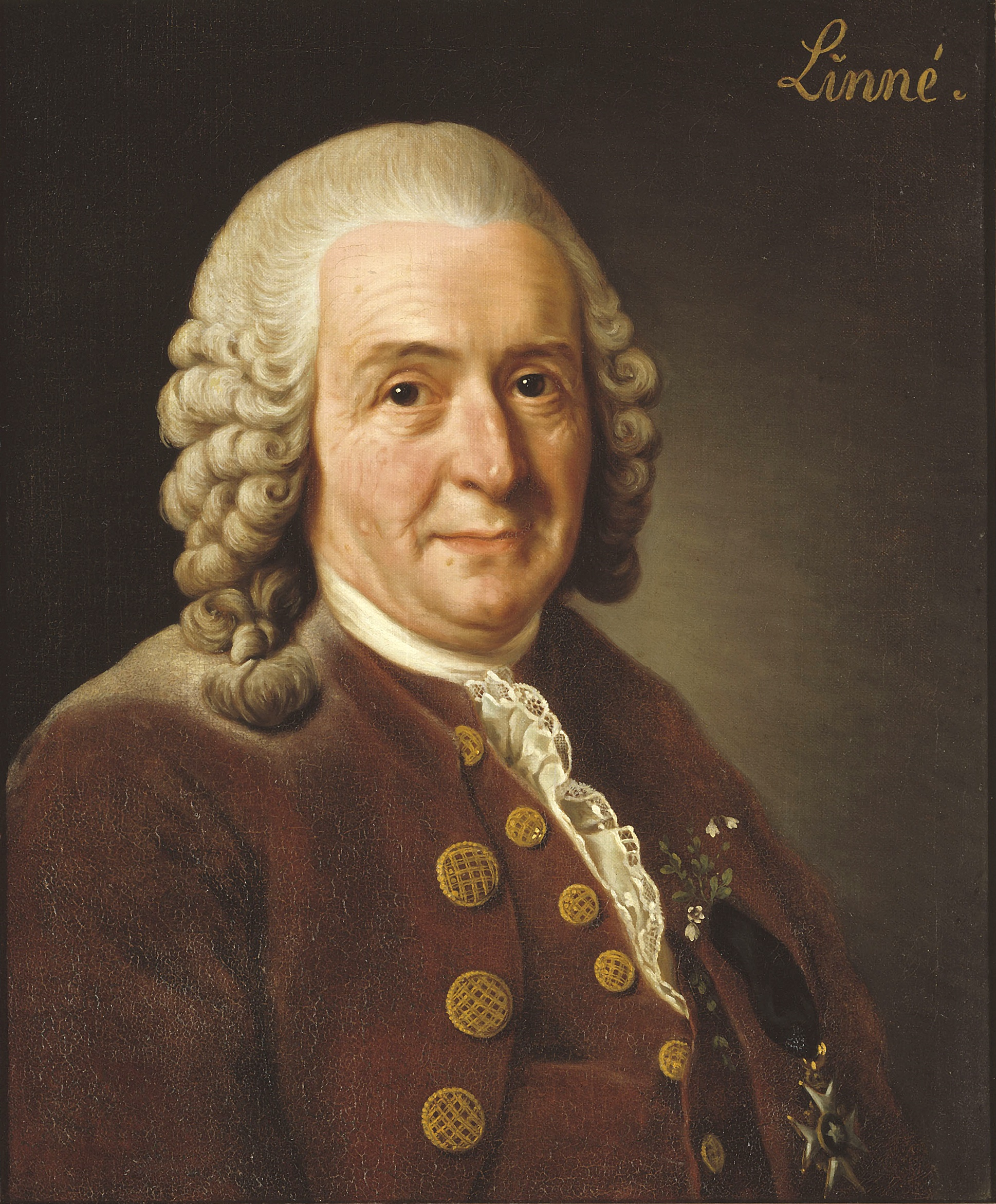
Botânico sueco e criador da nomenclatura binomial, Carl Linnaeus (1775)
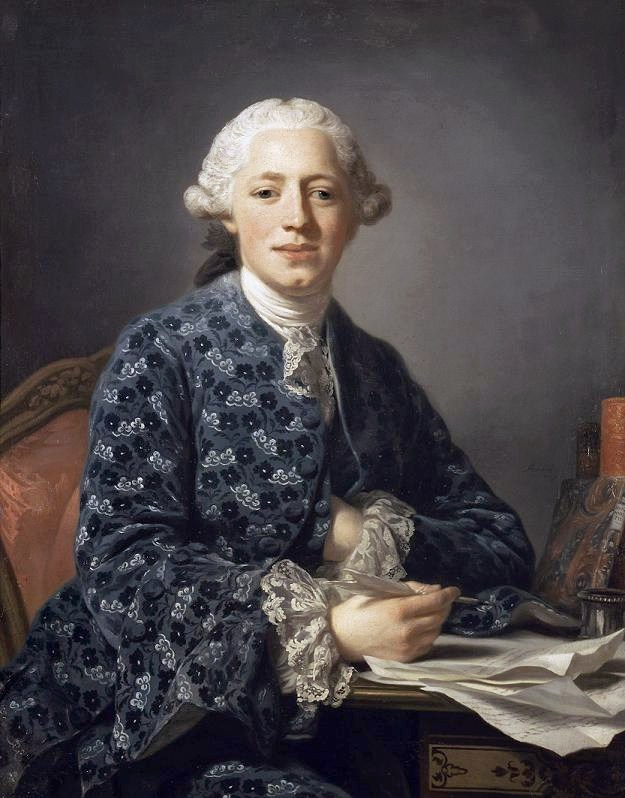
Barão Thure Leonard Klinckowström (1758)
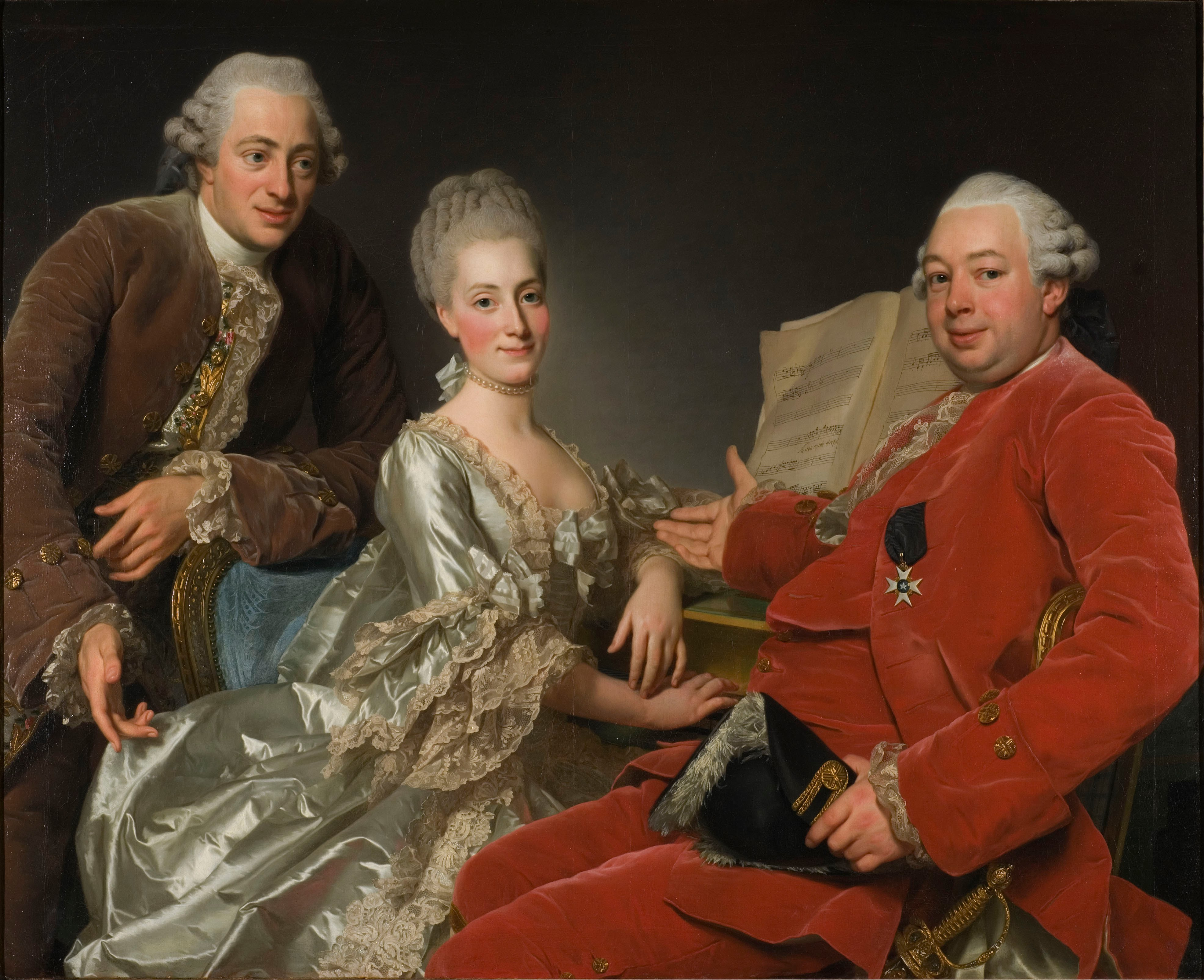
John Jennings, esq. com seu irmão e cunhada (1769)
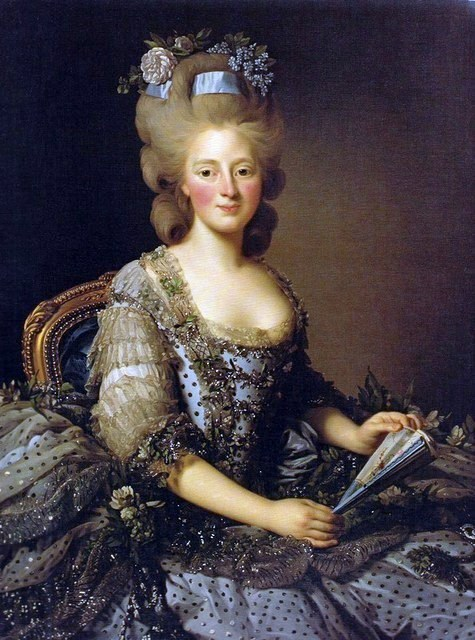
Arquiduquesa Maria Amalia of Austria
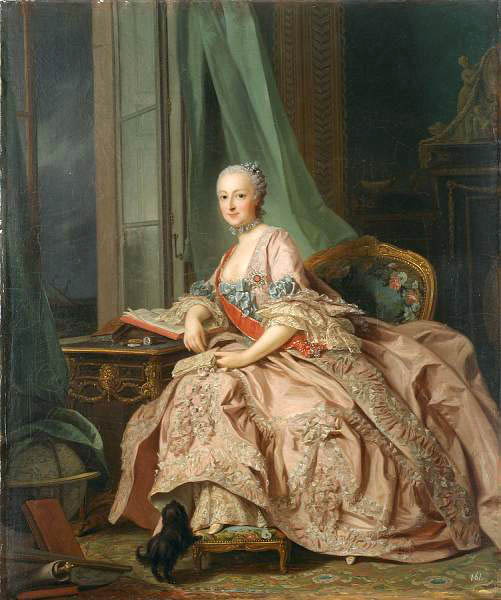
Anastasia Ivanovna, Princesa de Hesse-Homburg, Princesa Trubetskaya
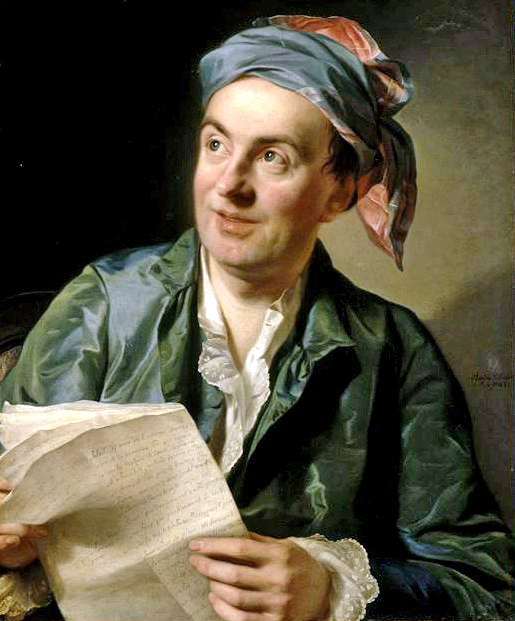
Jean-François Marmontel, historiador e escritor francês (1767)
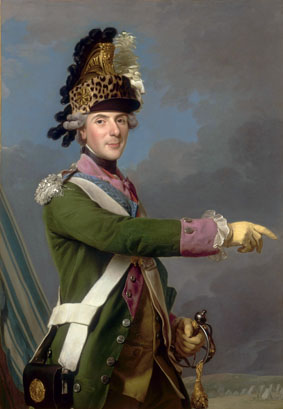
Luis de França, o Delfim da França, o herdeiro do trono da França (1765)
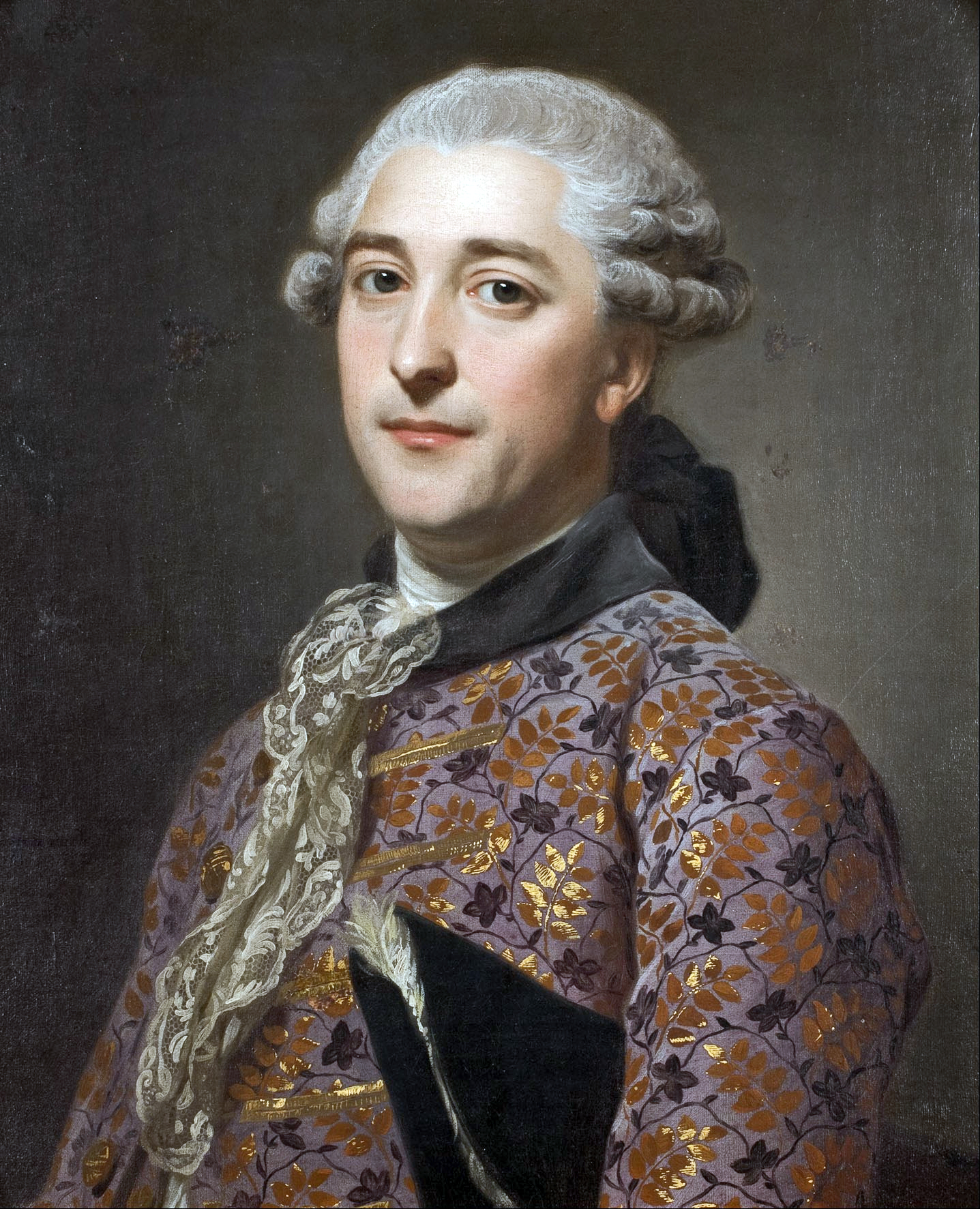
Príncipe Vladimir Borisovich Golitsyn (1762)
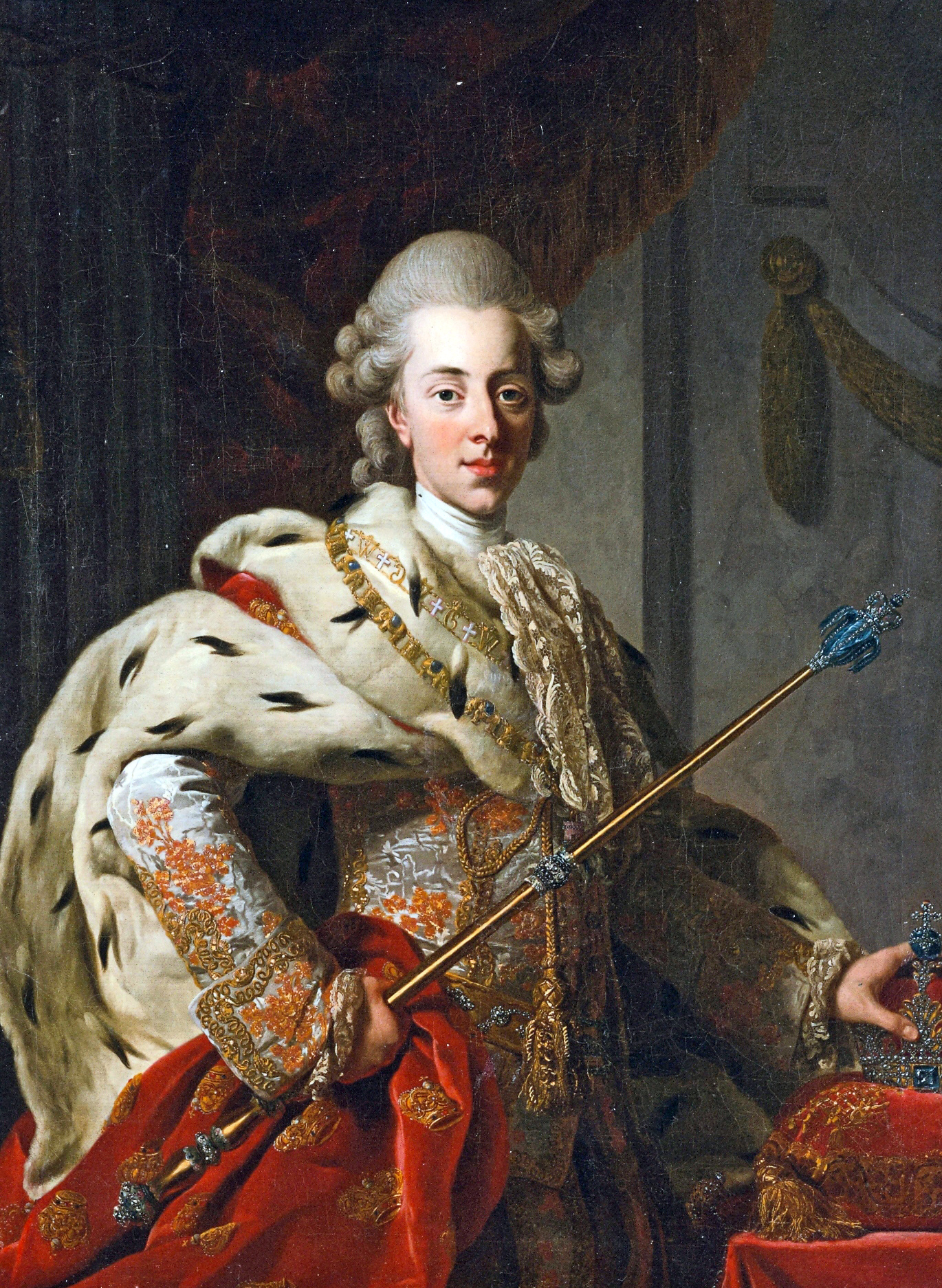
Rei Cristão VII da Dinamarca (1772)
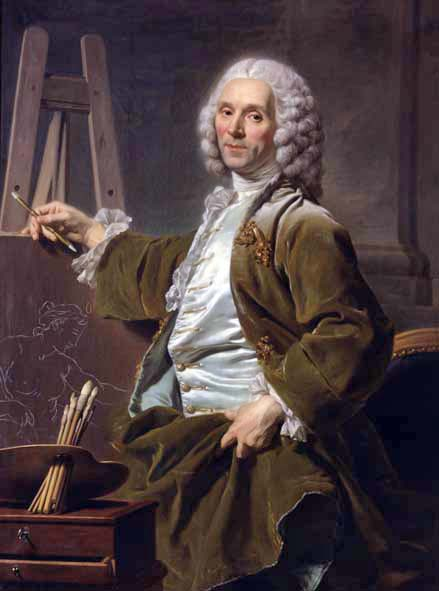
Hyacinthe Collin de Vermont, pintor francês
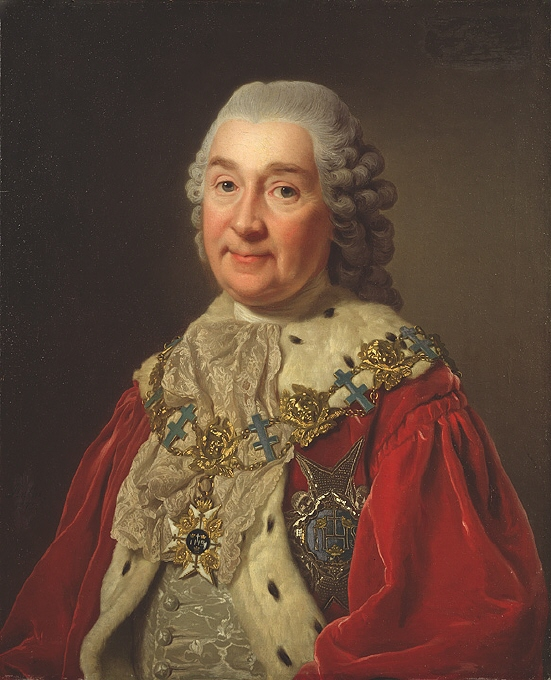
Carl Fredrik Scheffer, sueco (conselheiro particular)
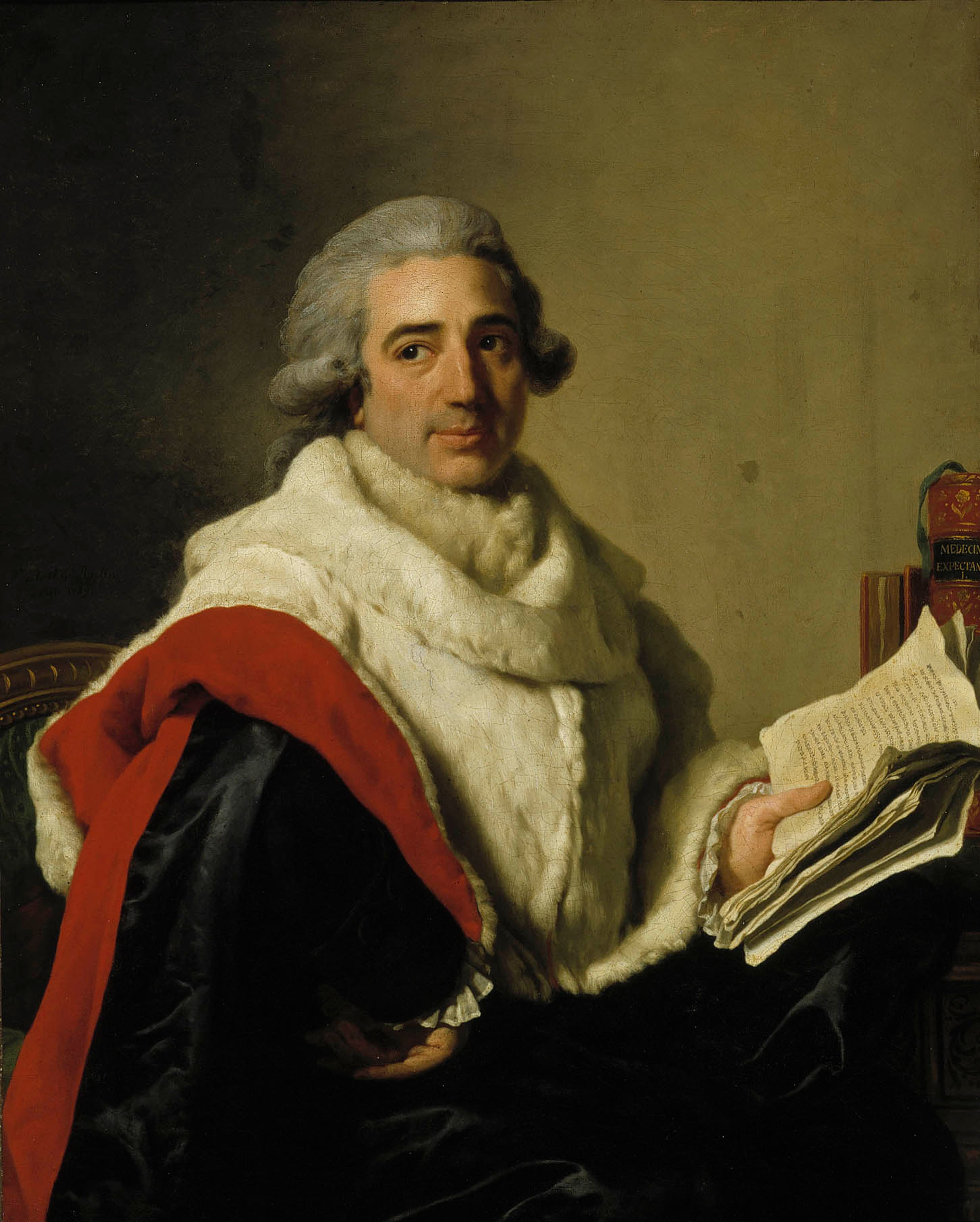
Jean-Baptiste Eugénie Du Mangin ou Jean-Baptiste Dumangin France (1789)